# Biografielijst Ae

## Aeb
- Niki Aebersold (1972), Zwitsers wielrenner
- Georges Aeby (1902-1953), Zwitsers componist, dirigent en muziekprofessor
- Georges Aeby (1913-1999), Zwitsers voetballer

## Aec
- Johannes van der Aeck (1636-1682), Nederlands kunstschilder

## Aeg
- Dominique Aegerter (1990), Zwitsers motorcoureur

## Ael
- Freya Aelbrecht (1990), Belgisch volleybalster
- Aelred van Rievaulx (1110-1167), Engels (geschied)schrijver
- Evert van Aelst (1602-1657), Nederlands kunstschilder
- Kees van Aelst (1916-2000), Nederlands waterpoloër
- Willem van Aelst (1627-1683), Nederlands schilder
- Magda Aelvoet (1944), Vlaams-Belgisch politica

## Aem
- Aemilianus (207/8-253), Romeins keizer (253)

## Aen
- Frank Aendenboom (1941-2018), Belgisch acteur
- Lies Aengenendt (1907-1988), Nederlands atlete

## Aep
- Franz Aepinus (1724-1802), Duits astronoom, wiskundige, natuurkundige en natuurfilosoof
- Eva Aeppli (1925-2015), Zwitsers kunstenares

## Aer
- Frans Aerenhouts (1937-2022), Belgisch wielrenner
- Berry van Aerle (1962) Nederlands voetballer
- Luca Aerni (1993), Zwitsers alpineskiër
- Wilfried Aers (1925-2015), Belgisch politicus en bestuurder
- Jos van Aert (1962), Nederlands wielrenner
- Wout van Aert (1994), Belgisch wielrenner
- Lulu Aertgeerts (1963), Vlaams actrice en choreografe
- Charles Aerts (1913-2007), Nederlands impresario, theaterproducent en (opera)zanger
- Jean Aerts (1907-1992), Belgisch wielrenner
- Jean-Marie Aerts (1951-2024), Belgisch rockgitarist en producer
- Kathleen Aerts (1978), Vlaams zangeres
- Maikel Aerts (1976), Nederlands voetbaldoelman
- Mario Aerts (1974), Belgisch wielrenner
- Nelly Aerts (1962), Belgisch atlete
- Paul Aerts (1949), Belgisch wielrenner
- Peter Aerts (1970), Nederlands vechtsporter en drievoudig K-1 World Grand Prix winnaar
- Sara Aerts (1984), Belgisch atlete
- Pieter Aertsen (1508/1509-1575), Nederlands kunstschilder

## Aes
- Alexander Aeschbach (1974), Zwitsers wielrenner